# ريتشارد جلاتزر
ريتشارد جلاتزر (بالإنجليزية: Richard Glatzer)‏ هو كاتب ومنتج أفلام وكاتب سيناريو ومنتج تلفزيوني ومخرج أمريكي، ولد في 28 يناير 1952 في فلاشينغ ‏ في الولايات المتحدة، وتوفي في 10 مارس 2015 في لوس أنجلوس في الولايات المتحدة بسبب تصلب جانبي ضموري.

## وصلات خارجية
- ريتشارد جلاتزر على موقع IMDb (الإنجليزية)
- ريتشارد جلاتزر على موقع ألو سيني (الفرنسية)
- ريتشارد جلاتزر على موقع أول موفي (الإنجليزية)
- ريتشارد جلاتزر على موقع بوكس أوفيس موجو (الإنجليزية)
- ريتشارد جلاتزر على موقع قاعدة بيانات الأفلام السويدية (السويدية)
- ريتشارد جلاتزر على موقع قاعدة بيانات الفيلم (الإنجليزية)
- ريتشارد جلاتزر على موقع كينوبويسك (الروسية)